# Propán-1,2-diol
| Propán-1,2-diol                                                                                                 | |
| Propilénglikol                                                                                                  | |
| \| Pálcikamodell \| Kalottamodell \|                                                                            | |
| Más nevek | Propilénglikol α-Propilénglikol 1,2-Propándiol 1,2-Dihidroxipropán Metil-etil-glikol Metiletilénglikol |
| Kémiai azonosítók                                                                                               | |
| CAS-szám | 57-55-6                                                                                                |
| PubChem | 1030                                                                                                   |
| ChemSpider | 13835224                                                                                               |
| EINECS-szám | 200-338-0                                                                                              |
| DrugBank | DB01839                                                                                                |
| KEGG | C00583                                                                                                 |
| ChEBI | 16997                                                                                                  |
| RTECS szám | TY6300000                                                                                              |
| ATC kód | A16QA01                                                                                                |
| SMILES | CC(O)CO                                                                                                |
| InChIKey | DNIAPMSPPWPWGF-UHFFFAOYSA-N                                                                            |
| Beilstein | 1340498                                                                                                |
| UNII | 6DC9Q167V3                                                                                             |
| ChEMBL | 286398                                                                                                 |
| Kémiai és fizikai tulajdonságok                                                                                 | |
| Kémiai képlet                                                                                                   | C3H8O2                                                                                                 |
| Moláris tömeg                                                                                                   | 76,09 g/mol                                                                                            |
| Megjelenés | színtelen folyadék                                                                                     |
| Szag | odorless                                                                                               |
| Sűrűség | 1.036 g/cm3                                                                                            |
| Olvadáspont | -59 °C                                                                                                 |
| Forráspont | 188,2 °C                                                                                               |
| Oldhatóság (vízben)                                                                                             | elegyedik                                                                                              |
| Oldhatóság (etanol)                                                                                             | elegyedik                                                                                              |
| Oldhatóság (dietil-éter)                                                                                        | elegyedik                                                                                              |
| Oldhatóság (aceton)                                                                                             | elegyedik                                                                                              |
| Oldhatóság (kloroform)                                                                                          | elegyedik                                                                                              |
| Hővezetés | 0,34 W/mK (50% H2O @ 90 °C)                                                                            |
| Viszkozitás | 0,042 Pa·s                                                                                             |
| Megoszlási hányados                                                                                             | -1,34                                                                                                  |
| Veszélyek | |
| NFPA 704 | 1 0 |
| Ha másként nem jelöljük, az adatok az anyag standardállapotára (100 kPa) és 25 °C-os hőmérsékletre vonatkoznak. | |
| Pálcikamodell                                                                                                   | Kalottamodell                                                                                          |

A propilénglikol (IUPAC-név: propán-1,2-diol) színtelen, szagtalan, édeskés ízű, viszkózus folyadék. Képlete CH3CH(OH)CH2OH. Két alkoholos hidroxilcsoportja miatt a diolok közé tartozik. Számos oldószerrel elegyedik, mint például a vízzel, az acetonnal és a kloroformmal. A glikolok általában nem irritáló hatásúak, és kevéssé illékonyak.
Nagy mennyiségben állítják elő polimerkészítéshez. E-száma ételekhez való felhasználáshoz E1520. A kozmetikumokban és farmakológiában történő felhasználáskor az E-száma E490. A propilénglikol megtalálható a propilénglikol-alginátban, melynek E-száma E405. A propilénglikol FDA-minősítése GRAS (általában biztonságosnak tekintett) a 21 CFR x184.1666-nak megfelelően, és az FDA jóváhagyta bizonyos célokra közvetett adalékanyagként. A propilénglikol ezenkívül elfogadott és topikális, orális és intravénás gyógyszerkészítményekben használatos az Amerikai Egyesült Államokban és Európában.

## Szerkezet
A vegyületet nevezik néha α-propilénglikolnak a propán-1,3-dioltól, az egyik izomerjétől való megkülönböztetésre, amit neveznek β-propilénglikolnak is. A propilénglikol királis, a kereskedelmi folyamatok gyakran racém keveréket használnak. Az S-izomert biotechnológiailag állítják elő.

## Előállítás

### Ipari
A propilénglikolt iparilag propilén-oxidból állítják elő (ételhez való minőségben). Egy 2018-as forrás szerint 2 160 000 tonnát állítanak elő évente. A gyártók vagy nem katalitikus magas hőmérsékletű eljárást használnak 200-220 °C-on, vagy ioncserélő gyantával vagy kis mennyiségű kénsavval vagy lúggal 150-180 °C-on végbemenő katalitikus eljárást használnak.
A végtermékek 20% propilénglikolt, 1,5% dipropilénglikolt és kevés más polipropilénglikolt tartalmaz. A további tisztítás ipari minőségű vagy USP/JP/EP/BP fokú propilénglikolt eredményez, gyakran 99,5% vagy nagyobb tisztasággal. Az USP (US Pharmacopoeia) propilénglikol használata csökkentheti a rövidített újgyógyszer-alkalmazás (ANDA) elutasítását.
A propilénglikol előállítható glicerinből is, ami a bioüzemanyag-termelés mellékterméke. Ezt a kiindulási anyagot gyakran csak ipari használatra tartják fenn a végtermék érezhető íze és szaga miatt.

### Laboratóriumi
Az S-propándiolt fermentációval állítják elő. Gyakori köztitermékek a tejsav és a laktaldehid. A dihidroxiaceton-foszfát, a fruktóz-1,6-biszfoszfát lebontásának (glikolízisének) egyik terméke a 2-oxopropanal prekurzora. Ezen átalakítás a propán-1,2-diol felé vezető egyik lehetséges biotechnológiai útvonal alapja. Három szénatomos dezoxicukrok is prekurzorai az 1,2-diolnak.
Egy 
d-mannitolból kiinduló kis mértékű, nem biológiai útvonalat ábrázol az alábbi kép:

## Alkalmazásai

### Polimerek
A propilénglikol-termelés 45%-át telítetlen poliészter gyanták termelésére használják. Ekkor a propilénglikol reagál a maleinsav-anhidriddel és az izoftálsavval, kopolimert adva. Ez a részlegesen telítetlen polimer további keresztkötéseket képez hőre keményedő műanyagokat eredményezve. Ezen alkalmazáshoz kapcsolódik a propilénglikol propilén-oxiddal való reakciója, mely a poliuretánok előállításához használt oligomereket és polimereket hozza létre. A propilénglikolt vízbázisú szerkezeti akrilfestékekben is használják a száradási idő megnöveléséhez, amit a vízénél hosszabb párolgási ideje okoz.

### Ételekben és gyógyszerekben
A propilénglikolt ezenkívül felhasználják ehető dolgokban, például kávéalapú italokban, folyékony édesítőszerekben, fagylaltokban, tejipari termékekben és üdítőkben. A gyógyszerek szállításához használt párologtatók összetevői közt gyakran van propilénglikol. Az alkoholalapú kézfertőtlenítőkben vízvisszatartásra használják a bőrkiszáradás ellen. Számos orális, injekciós és topikális gyógyszerben oldószerként használják. Számos, vízben oldhatatlan gyógyszer, például benzodiazepinek feloldásához propilénglikolt használnak oldószerként és vivőanyagként. A propilénglikolt ezenkívül oldószerként és vivőanyagként használják számos kapszulában is. Továbbá néhány műkönny propilénglikolt is használ összetevőként.

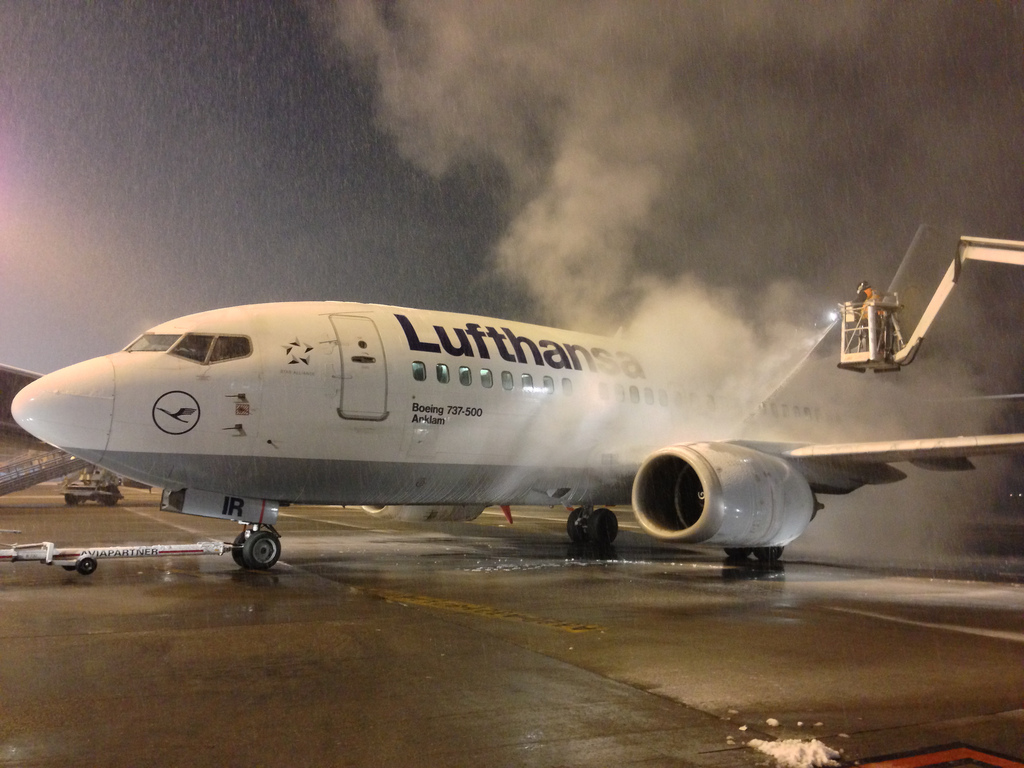
A propilénglikolt gyakran használják légi járművek jégtelenítéséhez

### Jégtelenítés
A víz fagyáspontja csökken a propilénglikollal való keveréskor, ezért használják jégtelenítésre és jegesedés elkerülésére. A kereskedelmi járatok 50%-os oldatot használnak a törzs jégtelenítésére, a 100%-os hideg propilénglikolt csak a szárnyak és a farok  bizonyos időn belüli jegesedésének megakadályozása végett használják. Általában ez az időtartam a hó mennyiségétől és a külső hőmérséklettől függően 15-90 perc. A relatív biztonságosságot jelző rózsaszínre színezett víz-propilénglikol keverékeket használják lakójárműveken jégképződés ellen is. A propilénglikolt gyakran használják etilénglikol helyett kevésbé mérgező, környezetbarát fagyállókban. Épületek csőrendszerének téliesítésére is használják. Az eutektikus keverék 60:40 propilénglikol:víz/−60 °C. A −45 °C-os változat viszont több vizet tartalmaz: gyakori a 40:60 arány.

### E-cigaretta-folyadékokban
A propilénglikol, a növényi glicerin vagy ezek keveréke az elektromos cigarettákban használt folyadék fő összetevője. Ezeket aeroszollá alakítják, hogy hasonlítsanak a füsthöz, és a nikotin és az ízanyagok hordozói legyenek.

## Egyéb felhasználások
- Számos természetes és mesterséges anyag oldószereként.[21]
- Nedvességmegtartásra (E1520).
- Fagypontcsökkentőként.
- Hyperketonaemia kezelésére kérődzőkben.[22]
- Kozmetikumokban gyakran hordozóanyag vagy alap bizonyos sminktípusoknál.[23]
- Rovarok csapdázására, DNS-megőrzésre.[24]
- Színházi füst és köd létrehozására. A „füstgépek” propilénglikol és víz oldatát párologtatják. Bár legtöbbjük propilénglikol-alapú anyagot használ, néhány olajat használ. A propilénglikolt használók az elektromos cigarettákhoz hasonlóan működnek: hevítéssel hozzák létre a gőzt. A létrejött gőz hasonlóan néz ki a füstre, de nem teszi ki a szereplőket és a dolgozókat a valódi füst szagának és káros hatásainak.[25][26]
- Felületaktív szerként a víz felhalmozódását akadályozza meg a tárgyakon. A fényképészetben erre használják, mivel csökkenti a vízfoltok és az ásványianyag-felhalmozódás kockázatát.

## Biztonsága emberekben
Normál mennyiségben használva nincs akut toxicitása a propilénglikolnak, és csekély mértékben befolyásolja a fejlődést vagy a szaporodást állatokban, és valószínűleg nem befolyásolja károsan a fejlődést vagy a szaporodást aktív használat nélkül. Az elektromos cigaretták biztonsága – amelyek nikotin vagy kannabinoidok propilénglikol-alapú készítményeit használják – azonban vitatott. Az E-vitamin-acetát is szóba került e vitában.

### Szájon át adva
A szájon át adott propilénglikol akut toxicitása alacsony, és nagy mennyiség kell észrevehető egészségi hatásokhoz; a propilénglikol toxicitása az etanolénak egyharmada. A propilénglikol a glükózmetabolizmus során is képződő piroszőlősavra (amelyből könnyen energia szabadítható fel), ecetsavra (az etanol lebontásakor is képződő termék), tejsavra (emésztéskor képződő sav) és propionaldehiddé (egy feltehetően veszélyes anyag) bomlik. A Dow Chemical Company szerint a LD50 patkányoknál 20 g/kg (per os).
Toxicitás jellemzően 4 g/l feletti plazmakoncentrációnál következik be, ami nagyon nagy mennyiség bevitelét jelenti rövid idő alatt; vagy intravénásan vagy orálisan beadott gyógyszerek vagy vitaminok hordozóanyagaként van nagy mennyiségben használva. Nagyon nehéz toxikus szinteket elérni ételekkel és készítményekkel, melyek legfeljebb 1 g/kg propilénglikolt tartalmaznak, kivéve az alkoholos italokat az Amerikai Egyesült Államokban, ahol akár 5%-ot (50 g/kg) tartalmazhatnak. A propilénglikol-mérgezés esetei gyakran nem megfelelő intravénás bevitellel vagy nagy mennyiségek gyermekek általi véletlen bevitelével kapcsolatos.
A hosszútávú orális toxicitás is csekély. Az NTP folyamatos szaporodási tanulmányában se a hím, se a nőstény egerek esetén nem találtak jelentős hatást a termékenységre, amikor napi 10 100 mg/ttkg propilénglikolt vittek be. A kezelt egerek első és második generációjának termékenységében se találtak eltérést. Egy 2 éves tanulmányban 12 patkánynak adtak akár 5% propilénglikolt is tartalmazó eledelt, és nem találtak rendellenességet. Alacsony krónikus toxicitása miatt a propilénglikolt az FDA „általában biztonságosnak tekintett”-nek (GRAS) nyilvánította közvetlen adalékanyagkénti használatra élelmiszerekben, beleértve a fagyasztott ételeket. A GRAS jelzés kifejezetten az ételben való használatra vonatkozik, más használatokra nem.

### Érintkezés bőrrel és szemmel

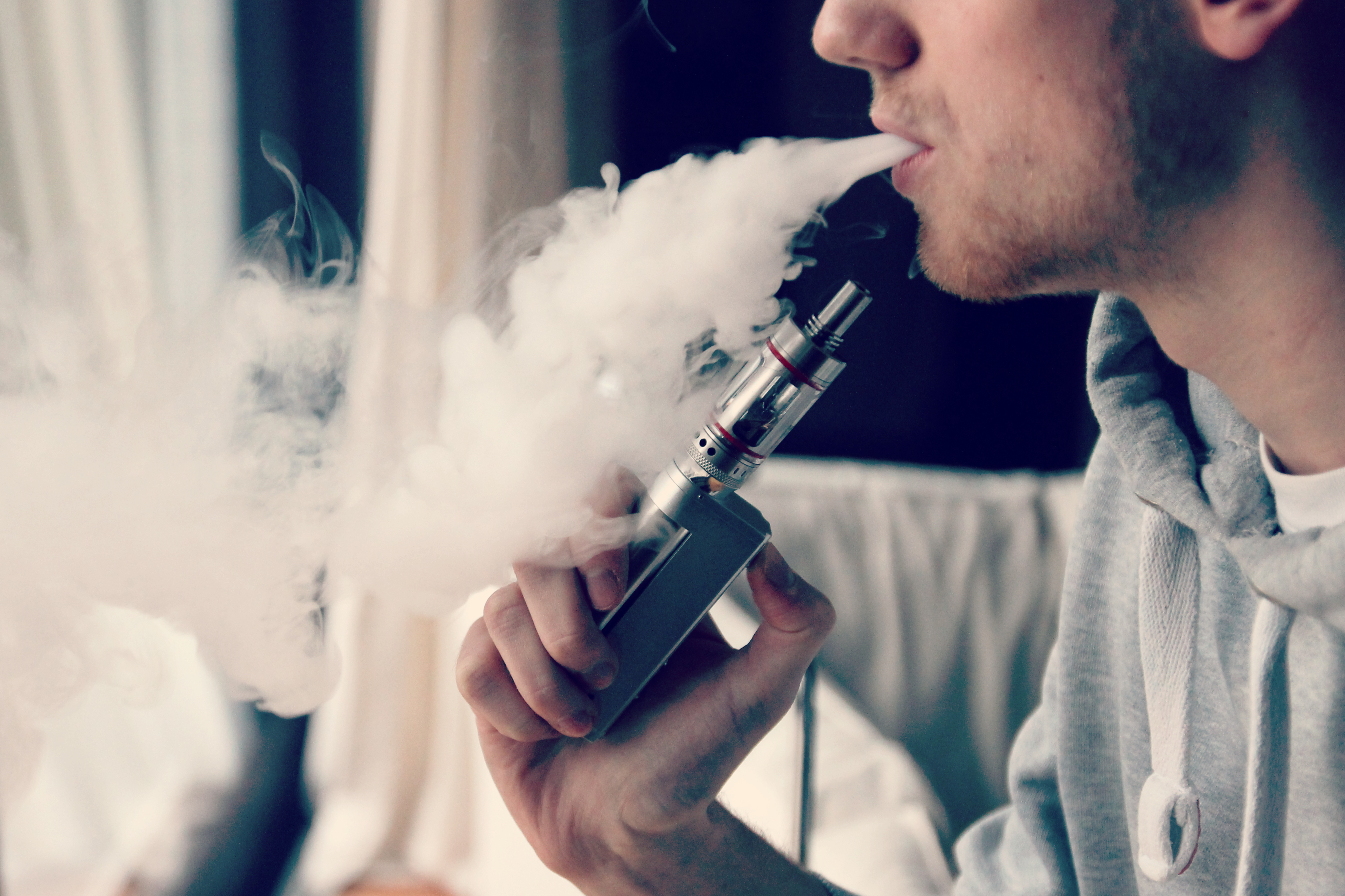
Az elektromos cigarettákban gyakran használnak propilénglikolt.

A propilénglikol nem feltétlenül irritálja a bőrt. A hígítatlan propilénglikol kevéssé irritálja a szemet, enyhe, tranziens conjunctivitist okozva, ami kevéssel a kitettség megszűnte után megszűnik.
Egy 2018-as önkéntes tanulmány 10 férfi és női résztvevővel, akik 4 órán át voltak kitéve maximum 442 mg/m3 koncentrációnak, illetve 30 percen át 871 mg/m3 koncentrációnak, nem mutatták tüdőfunkció-csökkenés vagy szemirritáció jeleit, és csak enyhe légzőrendszeri irritáció tüneteit mutatták.
A propilénglikol nem okozott érzékenységet vagy rákot laboratóriumi állatkísérletekben, és nem mutatott genotoxicitást.

### Belélegzése
Egy 2018-as önkéntes tanulmány 10 férfi és női résztvevővel, akik 4 órán át voltak kitéve maximum 442 mg/m3 koncentrációnak, illetve 30 percen át 871 mg/m3 koncentrációnak, nem mutatták tüdőfunkció-csökkenés vagy szemirritáció jeleit, és csak enyhe légzőrendszeri irritáció tüneteit mutatták. A propilénglikolgőz belélegzése tehát nem jelent jelentős veszélyt normál alkalmazásban. A propilénglikol belélegzésének krónikus hatásai ismeretlenek, ezért javasolják, hogy ne használják olyan esetekben, amikor belélegezhető, például színházi előadásra vagy műkönnyek fagyását meggátolandó. A propilénglikol (gyakran glicerinnel együtt) a nikotin és más adalékok hordozóanyaga az e-cigaretták folyadékában, aminek használata új kitettségi forma. A propilénglikol vagy a glicerin belélegzésének hosszútávú hatásai nem ismertek.
Egy 2010-es tanulmány összefüggést talált a beltéri, különösen a hálószobai levegő PGE-koncentrációja (a propilénglikol és a glikoléterek koncentrációjának összege) és a gyermekek légzési és immunológiai rendellenességeinek, például az asztmának, a szénanáthának, az ekcémának és az allergiáknak az 50–180%-os kockázatnövekedése közt. A koncentrációnak oka lehet a vízbázisú festékek és tisztítók használata. Azonban a tanulmány szerint az okok a glikoléterek, nem a propilénglikol.

### Intravénás alkalmazás
Az intravénásan alkalmazott propilénglikollal kapcsolatos tanulmányok eredményei alapján az LD50 intravénás alkalnazás esetén patkányoknál és nyulaknál 7 ml/ttkg. Ruddick (1972) az intramuszkuláris LD50-et is összegezte: patkányoknál ez 13-20, nyulaknál 6 ml/ttkg. A propilénglikolt excipiensként használó gyógyszerek intravénás alkalmazásának káros hatásai néhány emberben is láthatók, különösen nagy dózisok esetén. A tünetek közé tartozik a „hypotensio, bradikardia, QRS- és T-eltérések, szívizom-aritmia, szívaritmia, rohamok, agitatio, szérum hyperosmolalitas, lactacidosis és a megnövekedett haemolysis”. A közvetlenül beadott propilénglikol egy része (dózistól függően 12-42%) változatlanul távozik, a maradék glükuroniddá alakul. A vesefiltratio sebessége csökken a dózis növekedésével, amit okozhat az, hogy a propilénglikol alkoholként enyhe anesztetikum/központi idegrendszeri depresszáns. Egyszer egy idős embernek adott nitroglicerin propilénglikolos szuszpenziója kómát és acidosist okozhatott. Azonban nem ismert a propilénglikol okozta igazolt letalitás.

### Állatok
A propilénglikol elfogadott eledel-adalékanyag kutya és erszényesmókus-eledelekhez az állateledelek kategóriájában, és GRAS a kutyák tekintetében, LD50-e 9 ml/kg. Az LD50 sok laboratóriumi állat esetén magasabb (20 mL/kg). Azonban macskaeledelekben tilos használni a Heinz-testek képződésével és a vörösvérsejtek rövidebb élettartamával való kapcsolata miatt. Heinz-test-képződést nem észleltek kutyákban, marhákban vagy emberekben.
A PG-t a tejiparban az 1950-es évek óta használják ketózis jeleit mutató teheneknél. A negatív energiaegyenleg tejkészítés elején glükózszintcsökkenést okoz, ezért a máj elkezd zsírt átalakítani, ami számos egészségi problémához, például az abomasum elmozdulásához vezet. A PG „csökkenti az acetát:paracetamol arányt, közben megnöveli a ruminalis PG propionáttá alakulási sebességét, és segít a marhák energiaveszteségének csökkentésében”.

### Allergiás reakció
A propilénglikol-allergia prevalenciájának becslései 0,8% (10%-os vizes oldat) és 3,5% (30%-os vizes oldat) közt vannak. A North American Contact Dermatitis Group (NACDG) 1996 és 2006 közti adatai szerint a propilénglikol-kontaktdermatitisz leggyakoribb helye az arc volt (25,9%), amit generalizált vagy szórt minta követett (23,7%). Feltételezések szerint az allergiás kontaktdermatitisz incidenciája több, mint 2% az ekcémásoknál vagy gombás fertőzéssel rendelkezőknél, amik nagyon gyakoriak a napsütésnek kevésbé kitett országokban, ahol a D-vitamin-mennyiség az átlagnál kisebb. Ezért a propilénglikol-allergia gyakoribb az ilyen országokban.
Az allergiás reakciók okozására való hajlama és széleskörű használata miatt a propilénglikol lett 2018-ban az American Contact Dermatitis Society az év allergénjének választotta. Egy 2018-as tanulmány a Mayo Clinictől 0,85%-os incidenciáról számolt be a propilénglikol-allergia terén (100/11 738 páciens), a teljes irritációs arány 0,35% (41/11 738 páciens) volt 1997–2016 közt. A reakciók 87%-a gyenge volt, 9%-uk erős. A pozitív reakciók aránya 0%, 0,26% és 1,86% volt 5%-os, 10%-os, illetve 20%-os propilénglikolra, ami a koncentráció növekedésével nőtt. Az irritációs arányok 0,95%, 0,24% és 0,5% voltak 5%-os, 10%-os, illetve 20%-os propilénglikolra. A propilénglikol bőrérzékenységet okozott számos más allergénre érzékeny betegekben, például Myroxylon pereirae-gyanta, benzalkónium-klorid, karbamix, kálium-dikromát, neomicin-szulfát esetén. A propilénglikol-reakciók esetén az allergének számának mediánja 5, átlaga 5,6 volt.

## Környezeti hatások
A propilénglikol előfordul a természetben, feltehetően a cukrok anaerob katabolizmusa révén a humán bélben. B12-vitamin-dependens enzimek bontják propionaldehiddé.
A propilénglikolt általában gyorsan bontják a vízi szervezetek, de nem befolyásolja jelentősen a hidrolízis, az oxidáció, az illékonnyá válás, a biokoncentráció vagy az üledékbe történő adszorpció. A propilénglikol oxigén jelenlétében könnyen bomlik biológiailag édesvízben, tengervízben és a talajban, ezért a propilénglikolt nem tekintik állandónak a környezetben.
A propilénglikol kevéssé toxikus vízi szervezetekre. Néhány édesvízi halakról szóló tanulmány alapján a legalacsonyabb megfigyelt medián letális koncentráció 96 órán keresztül 40 613 mg/l (Oncorhynchus mykiss). Ugyanígy a 96 órás medián letális koncentráció sósvízi halak esetén >10 000 mg/l (Scophthalmus maximus).
Noha a propilénglikol kevéssé mérgező, nagy a biokémiai oxigénigénye a felszíni vizekben történő bomláskor. E folyamat károsan hathat a vízi élőlényekre az általuk igényelt oxigén elfogyasztásával. Nagy mennyiségű oldott oxigén fogy el a propilénglikol mikrobák általi elfogyasztásával.:2–23